# Základní interakce
Základní interakce nebo základní síly jsou ve fyzice obvykle čtyři základní síly, pomocí kterých lze vysvětlit všechny fyzikální jevy na Zemi i ve vesmíru. Běžně pozorovatelný účinek mají díky svému dosahu gravitační a elektromagnetická interakce, silná a slabá interakce se uplatňují v jádrech atomů.
| Název interakce   | Relativní velikost | Úměrnost             | Dosah                   |
| ----------------- | ------------------ | -------------------- | ----------------------- |
| Silná             | 1038               | 1/r7[zdroj⁠?!]        | 10−15 m                 |
| Elektromagnetická | 1036               | 1/r2                 | {\displaystyle \infty } |
| Slabá             | 1025               | 1/r5 – 1/r7[zdroj⁠?!] | 10−18 m                 |
| Gravitace         | 100                | 1/r2                 | {\displaystyle \infty } |

Elektromagnetická, silná a slabá interakce jsou teoreticky popsány kvantovou fyzikou jako interakce částic menších než atom v tzv. standardním modelu pomocí kvantové teorie pole. Podle ní jsou interakce zprostředkované bosony základních interakcí neboli intermediálními částicemi, kterými jsou foton (elektromagnetická), gluon (silná) a bosony W a Z (slabá).
Gravitace je v mikroskopickém měřítku na úrovni částic zdaleka nejslabší interakcí, pro kterou neexistuje uznávaná a experimentálně prokázaná teorie kvantové gravitace. V makroskopickém měřítku velkých vesmírných celků je experimentálně prověřená obecná teorie relativity, která však gravitaci nepopisuje jako výměnnou interakci, ale jako důsledek zakřivení časoprostoru.
Snahy po sjednocení interakcí vedlo k vytvoření Nobelovou cenou roku 1979 odměněné teorie elektroslabé interakce, slučující elektromagnetickou a slabou interakci. Uznávaná je i teorie sjednocující všechny tři kvantové interakce (tedy včetně silné) do jedné tzv. teorie velkého sjednocení. Naopak se nedaří sjednotit všechny čtyři interakce do tzv. teorie všeho, protože chybí kvantová teorie gravitace, která by popisovala gravitační interakci zprostředkovanou hypotetickou intermediální částicí gravitonem. Objevují se i opačné tendence a hypotetická pátá interakce.

## Přehled interakcí

### Gravitace
Gravitace je zdaleka nejslabší interakce, ale má největší dosah. Termín „největší dosah“ odkazuje nejen na to, že klesá s kvadrátem vzdálenosti, ale i že její účinek není vyrušen účinky opačně nabitých těles, jako je tomu u elektromagnetické síly. Na rozdíl od ostatních interakcí, gravitace působí univerzálně na všechny látky a energie. Vzhledem k jejímu dosahu a tomu, že je úměrná jen hmotnosti objektu a ne například znaménku náboje, je rozhodující silou interakce velmi vzdálených objektů.
Gravitací se zdůvodňují fenomény, jako je struktura galaxií, černá díra, velký třesk, oběžná dráha planety, ale i padání předmětů; či proč nemůžeme zvednout těžké předměty.
Gravitace byla jako první interakce popsána matematickými vzorci. Isaac Newton ji popsal v Newtonově gravitačním zákonu poměrně dobrou aproximací. V r. 1915 Albert Einstein zveřejnil obecnou teorii relativity, která popisuje gravitaci pomocí zakřivení časoprostoru.
V současnosti se vědci snaží o spojení teorie obecné relativity a kvantové mechaniky do teorie kvantové gravitace. V této teorii by měly gravitaci přenášet částice gravitony, ty ale dosud nebyly pozorovány.

### Elektromagnetická síla
Elektromagnetická síla působící mezi elektricky nabitými částicemi je často rozdělována na elektrostatickou sílu, působící na nabitá tělesa v klidu, a kombinaci elektrické a magnetické síly působící na tělesa pohybující se relativně vůči sobě.
Elektromagnetická síla je poměrně silná ve větších vzdálenostech, a proto je zodpovědná za většinu každodenních jevů, lasery a rozhlasem počínaje až po strukturu atomu kovu či duhu.
Elektromagnetismus byl klasicky popsán Maxwellovými rovnicemi koncem 19. století. Oblast kvantové fyziky kvantová elektrodynamika popisuje elektromagnetické jevy pomocí výměny fotonů.

### Slabá interakce
Slabá interakce působí na všechny leptony a kvarky. Je to jediná síla působící na neutrino (působí na ně i gravitační síla, ale tak slabě, že to není v laboratorní praxi možné měřit). Slabá interakce umožňuje leptonům a kvarkům interagovat. Slabá jaderná interakce je zodpovědná za některé atomární jevy jako rozpad beta. Nosiči slabé interakce jsou bosony W± a Z.

### Silná interakce
Silná jaderná interakce je síla držící nukleony a kvarky u sebe v jádrech atomů, je zde natolik silná, že udrží dva protony v jádře helia, přestože se elektromagneticky odpuzují. Jejími nosiči jsou gluony.

## Současný vývoj
Standardní model je spojení teorie kvantové mechaniky tří základních sil - elektromagnetické, slabé a silné. Prozatím není žádná přijatelná teorie kvantové gravitace. Hledání přijatelné teorie kvantové gravitace a kvantově mechanické teorie velkého sjednocení je důležitou oblastí fyzikálního výzkumu. Dokud se tak nestane, nelze na gravitaci nahlížet jako na sílu, neboť pokud je nahlížena jako zakřivení časoprostoru, je povahy geometrické a nikoli dynamické.
Čas od času je předpovídaná pátá interakce, většinou jako vysvětlení rozporu mezi naměřenou a předpokládanou velikostí kosmologické konstanty[zdroj⁠?!]. Jejich rozdíl je asi největším rozdílem mezi teoretickou a naměřenou hodnotou ve fyzice, činí celých 120 řádů. Vysvětlení se zatím nenašlo. Předpoklad možné páté interakce jako vysvětlení problému „anomálního“ magnetického dipólového momentu mionu přestal být aktuální po přepočtu teoretické hodnoty, znamenající odstranění anomálie.

## Vlastnosti

### Zachovávající se veličiny
Při interakci se mohou zachovávat některé fyzikální veličiny. Některé zákony zachování jsou však platné pouze pro určitý druh interakce.
| Veličina                              | Interakce  | Interakce         | Interakce | Interakce |
| Veličina                              | gravitační | elektromagnetická | slabá     | silná     |
| ------------------------------------- | ---------- | ----------------- | --------- | --------- |
| Energie                               | +          | +                 | +         | +         |
| Hybnost                               | +          | +                 | +         | +         |
| Moment hybnosti                       | +          | +                 | +         | +         |
| Elektrický náboj                      | +          | +                 | +         | +         |
| Leptonové číslo                       | +          | +                 | +         | +         |
| Baryonové číslo                       | +          | +                 | +         | +         |
| Podivnost                             | +          | +                 | -         | +         |
| Izospin {\displaystyle \mathbf {I} }  | +          | +                 | -         | -         |
| Složka izospinu {\displaystyle I_{3}} | +          | +                 | -         | +         |
| Vůně                                  | +          | +                 | -         | +         |
| Hypernáboj                            | +          | +                 | -         | +         |

### Zachovávající se parita
Při interakci může dojít také k narušení parity. Následující tabulka ukazuje typy symetrií, které se zachovávají při různých interakcích.
| Parita | Interakce  | Interakce         | Interakce | Interakce |
| Parita | gravitační | elektromagnetická | slabá     | silná     |
| ------ | ---------- | ----------------- | --------- | --------- |
| P      | +          | +                 | -         | +         |
| C      | +          | +                 | -         | +         |
| T      | +          | +                 | -         | +         |
| CP     | +          | +                 | -         | +         |
| CPT    | +          | +                 | +         | +         |